# Progress in Retinal and Eye Research
Progress in Retinal and Eye Research è una rivista medica bimestrale sottoposta a revisione paritaria, che tratta tutti gli aspetti dell'oftalmologia. È stata fondata nel 1994 ed è pubblicata dalla Elsevier.

## Indicizzazione
Gli abstract e gli articoli della rivista sono indicizzati da Science Citation Index Expanded e Scopus.
Secondo il Journal Citation Reports, nel 2021 ha ricevuto un fattore di impatto pari a  19,704.
Al 2025 l'indice H è stato pari a 76 e quello a 5 anni è stato di 126, posizionando la rivista al secondo posto nella categoria oftalmologica e optometrica di Google Scholar.